# تيد هوبكينز
تيد هوبكينز (بالإنجليزية: Ted Hopkins)‏ هو لاعب كرة قدم أمريكية أمريكي، ولد في 5 ديسمبر 1890 في كولومبوس في الولايات المتحدة، وتوفي في 8 مارس 1973.